# Hrólfr nefja
Hrólfr nefja (apelidado o Nariz, n. 823) foi um caudilho víquingue e jarl de Trontémio, Noruega que aparece na Haralds saga hárfagra (24) de Snorri Sturluson como um guerreiro que habitualmente organizava expedições viquingues. A sua filha Hild Hrólfsdóttir casou com o jarl de Møre, Rognvald Eysteinsson, primeiro jarl das Órcades e aliado do rei Haroldo I da Noruega.
Numa dessas incursões, Hrólfr atacou e saqueou o reino de Viken, feito que encolerizou Haroldo I e o condenou ao desterro. A sua filha Hildr apelou infrutiferamente à clemência real compondo um lausavísur um dos poucos testemunhos da poesia escáldica composto por uma mulher.
Hrólfr é avô do lendário Hrolf Ganger ou Rollo, primeiro caudilho víquingue que iniciaria uma estirpe que governaria Ruan (mais tarde o Ducado da Normandia), gérmen dos normandos de França.